# 산월부지심저사
《산월부지심저사》(山月不知心底事)는 2019년 방송되었던 중국의 드라마이다.

## 소개
- 이상과 삶 사이에서 끊임없이 몸부림치는 청춘들의 사랑 이야기

## 등장 인물
- 빅토리아 - 샹위안 역
- 탕위저 - 선쥐안 역
- 어우하오 - 예치엔 역
- 쑨이 - 동링 역
- 하녕준 (夏宁骏) - 예윈 역
- 방동 (万潼) - 장위에 역
- 임전원 (林田媛) - 샹야오 역
- 온쟁영 (温峥嵘) - 강위산 역
- 정용대 (丁勇岱) - 예빙린 역
- 양퉁수 - 허후이잉 역
- 이숭소 (李崇霄) - 예빙원 역
- 하은 (夏恩) - 위안쇼 역
- 이방함 (lily) - 샤오동링 역
- 이보 (李博) - 아찬 역
- 황예형 (黄艺馨) - 샤오황 역
- 양월 (杨玥) - 치시 역